# Тетрагидридоборат(III) рубидия
Тетрагидридоборат(III) рубидия (борогидрид рубидия, боронат рубидия) — Rb[BH4], неорганическое соединение, комплексный смешанный гидрид рубидия и бора. Устойчивое белое мелкокристаллическое вещество с кубической гранецентрированной решёткой.
Мало растворим в воде (ПР=2,5⋅10−4), спирте, эфире. Получают взаимодействием метилата рубидия с борогидридом натрия в среде метанола или обменной реакцией гидроксида, роданида, ацетата или галогенида рубидия с Na[BH4] в растворе метанола, этанола, изопропиламина или водного раствора изопропилового спирта:
{\displaystyle {\mathsf {Na[BH_{4}]+CH_{3}\!\!-\!\!O\!\!-\!\!Rb=Rb[BH_{4}]\downarrow +CH_{3}\!\!-\!\!O\!\!-\!\!Na}}}